# Benjamin Hornigold
Benjamin Hornigold (ou encore Capitaine Hornigold) est un corsaire anglais, puis pirate et enfin chasseur de pirates du début du XVIIIe siècle. D'abord corsaire, sa carrière de pirate est relativement courte : de 1713 à 1718. Il obtient le pardon royal britannique et devient par la suite chasseur de pirate. Il meurt dans un naufrage en 1719. Il vécut pendant l'âge d'or de la piraterie.

## Biographie
En tout état de cause, la seule source d'époque que nous possédions sur le pirate nous vient de Charles Johnson (possible pseudonyme de Daniel Defoe) qui l'évoque à plusieurs reprises dans son History of the Most Famous Pirates (Histoire générale des plus fameux pirates) publié à partir de 1720. 
Benjamin Hornigold naît vers 1680 dans le comté de Norfolk, en Angleterre. Il devient marin puis corsaire de la couronne britannique. À cette période, la royauté anglaise engage des corsaires (cf. Lettre de marque) dans le but de piller les galions espagnols qui transportent des richesses issues des colonies hispaniques. Toutefois, un traité de paix est signé en 1714 entre l'Angleterre et l'Espagne marquant ainsi la fin de la Guerre de Succession d'Espagne. Il en résulte que les corsaires anglais ne sont plus autorisés à voler les marchandises espagnoles. Les corsaires perdent donc leur travail sans aucune compensation. Benjamin Hornigold, jugeant cet acte comme une trahison, devient pirate.  
Ses premiers actes de piraterie enregistrés datent des années 1713-1714. Il menace alors le commerce maritime le long des côtes de New Providence (Bahamas) à l'aide de sa flottille composée de pirogues armées et d'un sloop. Il divise alors son équipage en 3 groupes qui attaquent sans relâche les plantations espagnoles le long de la côte des Caraïbes.  Originellement basé à Port Royal, en Jamaïque, la fin de la Guerre de Succession le pousse à passer de corsaire à pirate. Il décide alors de partir avec ses hommes à New Providence.   
En novembre 1715, il attaque le sloop anglais Mary d'une capacité de 140 hommes et 6 canons avant de se diriger avec celui-ci vers Nassau accompagné d'un navire espagnol capturé. Il est perçu par les habitants locaux, dirigés par Thomas Walcker (principal officier de New Providence) comme un danger. Walcker écrira de nombreuses lettres et même dans le numéro 520 du journal The Boston News-Letter pour trouver de l'aide afin de présever New Providence d'Hornigold et de ses pirates. Cependant, l'île est considéré comme sans importance et il n'obtient aucune aide. Hornigold déclare alors que tout les pirates qui viennent s'installer à Nassau passeront sous sa protection. De nombreux pirates comme Thomas Barrow, Daniel Stillwell ou encore l'ancien pirate John Cockram le rejoignent. Edward Teach accompagné de Black Caesar le rejoignent début 1716. Henry Jennings, le rival de Hornigold basé à Port Royal, se rendit à Nassau où il vola un navire avant de retourner en Jamaïque. Il y fut cependant chassé, le forçant lui et Charles Vane à s'installer à Nassau. L'alliance des 2 pirates mena alors à la création du Flying gang, vite rejoint par Samuel Bellamy et Paulsgrave Williams. En mars 1716, c'est Olivier Levasseur qui les rejoint.   
A l'été 1716, Samuel Bellamy prend la tête d'une mutinerie et l'équipage se sépare en deux. D'un côté Samuel Bellamy et Olivier Levasseur et de l'autre Benjamin Hornigold et son second Barbe Noire. L'une des raisons de cette mutinerie est le patriotisme d'Hornigold qui refusait d'attaquer les navires anglais. En 1717, Hornigold commande le Ranger, un sloop armé de trente canons qui est alors le navire le plus puissant de la région. Ce dernier lui permet d'arraisonner des navires de marchandises en toute impunité. Peu de temps après, il capture La Concorde, un navire négrier français en provenance de Nantes qui transporte des esclaves pour la Martinique. Selon le gouverneur de l'île, Edward Teach (surnommé Barbe Noire) commande ce jour-là deux navires pirates britanniques, armés l'un de 8 et l'autre de 12 canons avec à leur bord 250 marins. Benjamin Hornigold offre alors le commandement de La Concorde à Edward Teach pour le féliciter de ses actes. Ce navire est une frégate de 300 tonnes armée de 40 canons célèbre pour ses nombreuses et victorieuses résistances aux attaques le long des côtes africaines. Barbe Noire la rebaptise Queen Anne's Revenge (La Vengeance de la Reine Anne). 
Hornigold et Teach pillent six autres navires en 1717 sur la côte américaine et dans les Caraïbes. Vers la fin de l'année, ils se séparent : Barbe Noire se dirige vers l'Amérique tandis qu'Hornigold retourne à New Providence. En septembre 1717, il fait de Teach son co-capitaine. Il est déposé de son commandement par son équipage lors d'un vote (voir démocratie et piraterie) le 28 novembre 1717.  
Lorsque le marin anglais Woodes Rogers devient gouverneur des Bahamas, Hornigold est gracié par le pardon royal. Rogers qui est impressionné par sa réputation, l'engage comme chasseur de pirates. Benjamin Hornigold poursuivra quelques pirates dont, entre autres, John Auger. 
En 1719, il est envoyé au Mexique pour y faire du commerce. Son navire heurte un récif loin des côtes, causant sa mort et celle de son équipage.

## Dans la culture populaire

Pavillon noir du navire de Benjamin Hornigold dans la série Black Sails.

- Benjamin Hornigold apparaît dans le jeu vidéo Assassin's Creed IV: Black Flag. Au départ allié du héros Edward Kenway, il devient l'un des antagonistes du jeu après avoir obtenu le pardon royal et être devenu un Templier. C'est un corsaire des Antilles et un chasseur de pirates. Il est finalement tué par Edward Kenway quand son bateau s'échoue lors d'une bataille navale[1].
- Dans la série télévisée Black Sails, il est le commandant du fort de Nassau. Mais à la fin de la saison 2, il trahit les Pirates et devient un antagoniste après avoir obtenu le pardon royal, avant de devenir un commandant sous les ordres de Woodes Rogers dans la saison 3. Il est tué dans le final de la saison 3 par James Flint durant la Bataille de Maroon Island.
- Dans le téléfilm Le Trésor de Barbe-Noire (Blackbeard) en 2006, le capitaine Hornigold apparaît sous les traits de l'acteur américain Stacy Keach : il est mis à la retraite forcée par son second Edward Teach qui devient alors le célèbre pirate Barbe Noire.
- Dans la série Dans le sillage des pirates, Benjamin Hornigold est un ancien corsaire de la Couronne britannique abandonné pas sa nation à la fin de la Guerre de Succession d'Espagne. Il forme en 1715 une république pirate qui repose sur l'équité et la démocratie sur l'île de New Providence, dans la ville de Nassau. Par la suite, il rencontre de célèbres futurs pirates comme Edward Teach ou encore Samuel Bellamy et tient tête aux différentes nations qui se mettent au travers de sa route.